# Kereknyergű patkósdenevér
A kereknyergű patkósdenevér (Rhinolophus euryale) az emlősök (Mammalia) osztályának denevérek (Chiroptera) rendjébe, ezen belül a patkósdenevérek (Rhinolophidae) családjába tartozó faj. Magyarország legritkább patkósorrú denevérfaja. 1901-től törvényes védelem alatt áll, 1974-ben faj szerint kiemelve is védelmet kapott, és jelenleg is védett.

## Előfordulása
Az eurázsiai mérsékelt övi faunaterület nyugati felében honos. Európa déli részén, főként az Ibériai-félszigeten, a Balkán-félszigeten, az Appennini-félszigeten, Észak-Afrikában, Marokkóban, Egyiptomban, Algériában, és a Közel-Keleten honos. Elterjedési területe kelet felé Türkmenisztánig húzódik. Elterjedésének északi határa Közép-Franciaország, illetve a Kárpátmedence északi részének vonala. Szaporodó kolóniái hazánkban az Északi-középhegységben vannak, a Bükk-vidéken, az Aggteleki-karszton, valamint a Dunántúlon a Gerecse hegységben. (kb. 10 kolónia, de csak 3 haladja meg a 200 példányt). A két legnagyobb közösség két- ill. háromezer egyedből áll. Egy jelentős telelőhelye ismert a Baradla-Domica barlangrendszerben, itt 2500-3000 állat telel át. Teljes magyarországi állománya feltehetően 10 ezer egyed alatt van. Karsztterületekhez kötődik, szereti az üregrendszerek nagy termeit. Télen és nyáron melegebb, 10–12 °C-os szállásokhoz ragaszkodik, amelyek távolabb vannak a barlangok, zsombolyok bejáratától. Főként patakos barlangokban szeret tartózkodni, ahol kisebb forrás, patak, vagy vízfolyás található. Kivételesen (egy hazai eset ismert) épületek padlásterében is megtelepszik, ha a helyiség barlangszerű adottságokkal rendelkezik.

## Alfajai
- Rhinolophus euryale euryale
- Rhinolophus euryale judaicus

## Megjelenése
A kereknyergű patkósdenevér testhossza körülbelül 4–5 centiméter, alkarhossza 4,2–5 centiméter, farokhossza 2 centiméter és testtömege 7–15 gramm. Bundájának színe szürkéssárga. Hangjának állandó frekvenciájú része a 102–104 kHz-es sávban hallható.

## Életmódja
Kolóniákban él, melyekben a nemek aránya egyenlő. Pihenéskor több százas, vagy ezres telepekben, sűrűn egymás mellé húzódnak. Lakhelyét más melegkedvelő denevérfajokkal is megosztja, ilyen a nagy patkósdenevér, a kis patkósdenevér, a közönséges denevér, a hegyesorrú denevér vagy a csonkafülű denevér. Szaporodó és telelőhelye között nincs nagy távolság, sőt általában nem vándorol sokat (gyűrűzéssel igazolt távrepülési rekordja csak 134 km). Téli álmot alszik, de igen könnyen, kisebb zavarásra (pl. megvilágítás) felébred, mivel téli álma nem túl mély. Nagy csoportokban telel át, de az egyedek nem érnek egymáshoz, mindegyikük külön függeszkedik a mennyezeten. Telelés közben vitorlája nem, vagy csak részben fedi be a testét. Nagyon klímaérzékeny faj.
Természetes ellensége nem ismert. A barlangokban a ragadozóktól védett helyen tartózkodnak, a baglyok pedig csak nehezen tudják elkapni; Magyarországon még nem került elő bagolyköpetből.
Táplálékai rendszerint apróbb bogarak, lepkék és szúnyogok. Általában közvetlenül naplemente után indul vadászni. Röpte lassú, csapongó. Kirepüléskor a denevérek még egy ideig kavarognak a szálláshely bejárata körül, így egy nagyobb kolónia kirajzása 20-30 percig is tart. Viszonylag alacsonyan, nem sokkal a lombkoronaszint, ill. cserjeszint fölött vadászik. Többnyire lakhelye 2-2,5 km-es körzetében keresi táplálékát.

## Szaporodása
Szaporodásbiológiája kevésbé ismert. A párosodásra a nyár vége és a telelés megkezdése előtt kerül sor, de a petesejt csak tavasszal termékenyül meg. A denevérek április második felében hagyják el a telelőszállást és költöznek át a szülőszállásokra, ahol akár több száz egyed (más fajoktól eltérően hímek és nőstények egyenlő arányban) él együtt. A nőstények június végén, július elején hozzák világra egyetlen kölyküket. A kicsiket az anyák az esti kirepüléskor nem viszik magukkal, azok egymást melegítve, szorosan együtt maradnak a barlangban. A nyári kolónia nyár végén, szeptemberben bomlik fel. Az ivarérettséget kétévesen érik el. Akár 13 évig is élhetnek.

## Védelme
A barlangok feltárása, idegenforgalmi célú hasznosítása elűzheti az állatokat megszokott szállásaikról. Egyik legfontosabb telepes előfordulási helyéről, a miskolctapolcai barlangfürdőből a létesítmény létrehozása óta eltűnt. Mivel a zavarásra nagyon érzékenyek, erőfeszítések folynak a denevérek által lakott barlangrészek látogatóktól való elzárására, valamint a barlangok bejáratánál a tűzgyújtási tilalom betartatására, mivel a barlangba behúzódó füst kiűzi a felnőtt példányokat, a fiatalokat pedig elpusztíthatja.
Az utóbbi évtizedekben létszáma Európa-szerte jelentősen visszaesett, három generáció (27 év) alatt mintegy 30%-kal. Populációi kezdenek elszigetelődni egymástól. Emiatt a Természetvédelmi Világszövetség Vörös listáján mérsékelten fenyegetett státusszal szerepel. Magyarországon 1996 óta fokozottan védett, természetvédelmi értéke 250 000 Ft.